# Coppa Latina (rugby a 15)
La Coppa Latina (in francese Coupe latine; in spagnolo Copa Latina; in romeno Cupa Latina) fu una competizione rugbistica ideata allo scopo di creare un torneo che vedesse la partecipazione delle migliori squadre nazionali fuori dal mondo anglosassone: vi prendevano infatti parte l'Argentina, l'Italia, la Romania e la stessa Francia, ovvero le quattro migliori federazioni latine della classifica IRB.
La competizione nacque nel 1994 per iniziativa degli allora presidenti delle federazioni argentina e francese di rugby, rispettivamente Carlos Trozzi e Bernard Lapasset, desiderosi di dare vita a una competizione inclusiva nei confronti dei Paesi di cultura latina come contraltare di quelle, esclusive, del mondo anglosassone; la prima edizione fu fissata in Argentina per il 1995 e le successive a cadenza biennale.
Essa vide solo lo svolgersi di due edizioni, nel 1995 e nel 1997: l'incontro tra Italia e Romania della Coppa Latina 1995 valse anche per la Coppa FIRA 1995-97 che, in seguito, vide il suo atto finale a Grenoble tra Francia e Italia, con la vittoria di questi ultimi per la prima volta sui transalpini.
Entrambe le edizioni furono vinte dalla Francia sull'Argentina, mentre Italia e Romania si piazzarono rispettivamente terza e quarta.
Quello del 1995 fu il primo test match tra Francia e Italia dopo il 1967: durante tutto tale periodo la Francia disputò contro gli Azzurri solo incontri con la propria nazionale A.

## Coppa Latina 1995
L'edizione 1995 fu vinta dalla Francia a punteggio pieno.
L'Italia, allenata da Georges Coste, perse contro i francesi e, a seguire, contro gli argentini.
Nell'ultimo incontro l'Italia, battendo nettamente la Romania, ottenne il terzo posto finale; la Francia regolò 47-16 l'Argentina con 7 mete a zero.

### 1ª giornata
| Arbitro: | Niculae Chiciu |

|                                               |      |                           |
| Sadourny 5’, 50’ E. Ntamack 56’ Carminati 68’ | mt   | 10’ Troncon               |
| Deylaud 5’, 50’, 56’, 68’                     | tr   | 10’ Bonomi                |
| Deylaud 35’, 45’                              | c.p. | 18’, 42’, 60’, 63’ Bonomi |
|                                               | drop | 38’ Bonomi                |

| Arbitro: | Nicolas Lasaga |

|                                               |      |             |
| Cuesta Silva (2) Jurado Luna Méndez Azpillaga | mt   | Girbu       |
| Luna (4)                                      | tr   | Besarau     |
| Luna (6)                                      | c.p. | Besarau (2) |
|                                               | drop | Besarau     |

### 2ª giornata
| Arbitro: | Efrahim Sklar |

|                                                                                              |      |            |
| Carminati 13’ T. Castaignède 29’ Arlettaz 38’, 46’ Pelous 44’ M. Lièvremont 60’ Delaigue 72’ | mt   | 67’ Vlad   |
| T. Castaignède 13’, 29’, 44’, 60’                                                            | tr   |            |
| T. Castaignède 6’, 26’                                                                       | c.p. |            |
| T. Castaignède 19’                                                                           | drop | 46’ Maftei |

| Arbitro: | Nicolas Lasaga |

|                                    |      |                 |
| Martín 23’ M. Terán 63’ Salvat 67’ | mt   |                 |
| Luna 63’                           | tr   |                 |
| Luna 4’, 15’, 55’                  | c.p. | 28’, 44’ Bonomi |

### 3ª giornata
| Arbitro: | Efrahim Sklar |

|                                                               |      |            |
| Checchinato 26’, 51’ Moscardi 70’ Mazzariol 80’ Roselli 80+4’ | mt   |            |
| Bonomi 26’, 51’, 70’                                          | tr   |            |
| Bonomi 7’, 22’, 77’                                           | c.p. | 9’ Besarau |

| Arbitro: | Giovanni Morandin |

|                        |      |                                                                             |
|                        | mt   | 19’, 36’ Saint-André 59’, 79’ Carboneau 63’, 68’ Ntamack 69’ T. Castaignède |
|                        | tr   | 59’, 69’, 79’ T. Castaignède                                                |
| Luna 1’, 11’, 44’, 56’ | c.p. | 6’, 9’ T. Castaignède                                                       |

#### Classifica
|  | Squadra   | G | V | N | P | P+  | P-  | diff. | PT |
|  | --------- | - | - | - | - | --- | --- | ----- | -- |
|  | Francia   | 3 | 3 | 0 | 0 | 133 | 42  | +91   | 6  |
|  | Argentina | 3 | 2 | 0 | 1 | 89  | 69  | +20   | 4  |
|  | Italia    | 3 | 1 | 0 | 2 | 68  | 63  | +5    | 2  |
|  | Romania   | 3 | 0 | 0 | 3 | 27  | 143 | -116  | 0  |

## Coppa Latina 1997
Anche l'edizione 1997 fu vinta dalla Francia a punteggio pieno.
La Francia, che in quell'anno aveva vinto il Cinque Nazioni con il Grande Slam, era anche reduce dalla prima sconfitta in assoluto contro l'Italia (32-40 a Grenoble).
La stessa Italia, in procinto di venire ammessa al Torneo delle Cinque Nazioni, si produsse in una prestazione reputata convincente contro la Francia (sconfitta italiana per 19-30, due mete a una per i francesi) e, a seguire, in un 18 pari contro l'Argentina; nonostante la vittoria finale contro la Romania furono i sudamericani ad assicurarsi la seconda piazza per differenza punti.

### 1ª giornata
| Arbitro: | S. Borsani |

|                                       |      |                         |
| 10' Califano, 59' Saint-André         | mt   | 48' Vaccari             |
| 59' Lamaison                          | tr   | 48' Domínguez           |
| 3', 26', 31', 40', 55' e 67' Lamaison | c.p. | 7', 29' e 63' Domínguez |
|                                       | drop | 18' Domínguez           |

| Arbitro: | Claudio Giacomel |

|                                         |      |                  |
| J. Fernandez Miranda Scelzo 2, Simone 2 | mt   | Gontineac, Tofan |
| J.F. Miranda 3                          | tr   | Tofan            |
| J.F. Miranda 3                          | c.p. | Tofan 2          |

### 2ª giornata
| Arbitro: | V. Stancu |

|             |      |                      |
|             | mt   | J.F. Miranda, Scelzo |
|             | tr   | J.F. Miranda         |
| Domínguez 6 | c.p. | J.F. Miranda 2       |

| Arbitro: | S. Borsani |

|                                                                      |      |           |
| 16' Saint-André, 27' Tournaire, 35' Merle, 72' m. tecn., 76' Benazzi | mt   |           |
| 16', 27', 35' e 72' Lamaison                                         | tr   |           |
| 6' e 10' Lamaison                                                    | c.p. | 29' Tofan |

### 3ª giornata
| Arbitro: | Claudio Giacomel |

|                                                         |      |                                       |
| 29' Leflammand, 50' Benazzi, 41' Dal Maso, 75' Sadourny | mt   | 34' Sporleder, 48' Turnes, 61' Martín |
| 41' Lamaison, 50' e 75' Lacroix                         | tr   | 34', 48' e 61' Arbizu                 |
| Lacroix 2                                               | c.p. | Arbizu                                |
|                                                         | drop | Arbizu                                |

| Arbitro: | Roger Duhau |

|                                                      |      |                         |
| Dallan, De Carli, I. Francescato 2, Sgorlon, Vaccari | mt   | Girbu, Radoi 2, Solomie |
| Domínguez 5                                          | tr   | Tofan 3                 |
| Dominguez 5                                          | c.p. | Tofan 2                 |

#### Classifica
|  | Squadra   | G | V | N | P | P+  | P-  | diff. | PT |
|  | --------- | - | - | - | - | --- | --- | ----- | -- |
|  | Francia   | 3 | 3 | 0 | 0 | 101 | 49  | +52   | 6  |
|  | Argentina | 3 | 1 | 1 | 1 | 90  | 68  | +22   | 3  |
|  | Italia    | 3 | 1 | 1 | 1 | 92  | 80  | +12   | 3  |
|  | Romania   | 3 | 0 | 0 | 3 | 53  | 139 | -86   | 0  |